# Liste der Monuments historiques in Jouy-lès-Reims
Die Liste der Monuments historiques in Jouy-lès-Reims führt die Monuments historiques in der französischen Gemeinde Jouy-lès-Reims auf.

## Liste der Objekte
| Bezeichnung                      | Beschreibung                                                    | Standort                        | Kennzeichnung | Schutzstatus    | Datum  | Bild |
| -------------------------------- | --------------------------------------------------------------- | ------------------------------- | ------------- | --------------- | ------ | ---- |
| Kirchenfenster Kreuzigungsgruppe | aus der Mitte des 16. Jahrhunderts, neu montiert                | in der Kirche Notre-Dame (Lage) | PM51001904    | Inscrit         | 1991   |      |
| Skulptur Madonna                 | aus dem 16. Jahrhundert; während des Ersten Weltkriegs zerstört | in der Kirche Notre-Dame (Lage) | PM51001511    | Classé gelöscht | ? 1942 |      |
| Skulptur Christus in der Rast    | Stein, 16. Jahrhundert                                          | in der Kirche Notre-Dame (Lage) | PM51001903    | Inscrit         | 1991   |      |
| Kirchenfenster Madonna mit Kind  | aus dem 16. Jahrhundert                                         | in der Kirche Notre-Dame (Lage) | PM51001293    | Classé          | 1907   |      |
| Skulptur Heiliger Laetus         | aus dem 16. Jahrhundert; während des Ersten Weltkriegs zerstört | in der Kirche Notre-Dame (Lage) | PM51001512    | Classé gelöscht | ? 1942 |      |